# Battipaglia
Battipaglia és un municipi italià, situat a la regió de Campània i a la província de Salern. L'any 2024 tenia 41.450 habitants.
Limita amb Bellizzi, Eboli, Montecorvino Rovella, Olevano sul Tusciano i Pontecagnano Faiano. Els seus llogarets (frazioni) són Aversana, Belvedere, Fasanara, Lago, Pàdua, San Emilio, Santa Lucia Inferiore, Spineta, Tavernola, Verdesca i Vivai.